# كارلوس كابريرا
كارلوس كابريرا (بالإسبانية: Carlos Cabrera)‏ هو صحفي كولومبي، ولد في 18 أكتوبر 1959 في بارانكيا في كولومبيا.

## وصلات خارجية
- كارلوس كابريرا على موقع IMDb (الإنجليزية)